# Norrbottensgård

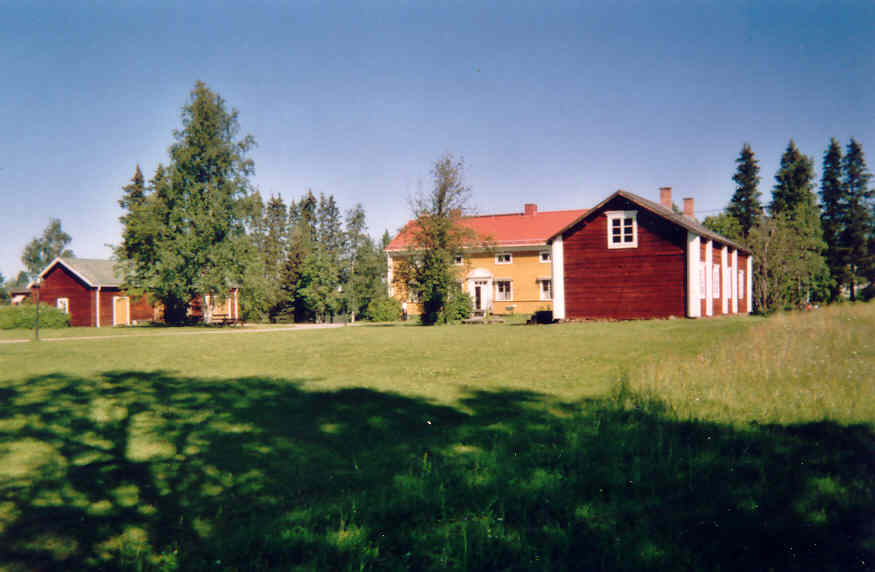
Prästgården i Pajala församling har som många andra större gårdar en gulmålad mangårdsbyggnad, men övriga drag är typiska för norrbottensgården.

En norrbottensgård eller pitegård är en nordsvensk gårdstyp uppförd under 1700- eller 1800-talet. 
Mangårdsbyggnaden är uppförd i timmer på torpargrund och i ett och ett halvt plan. Karakteristiskt för exteriören är det övre planets små fönster på långsidan. Mangårdsbyggnaden är antingen omålad eller målad med röd slamfärg och ursprungligen grå eller ockrafärgade detaljer. Numera är detaljerna oftast vita. Överstycken till fönster och dörrar är ofta inspirerade av klassisk arkitektur. Taket täcks numera vanligen av plåt eller tegelpannor, men var ursprungligen täckt av spån.
På gården finns det vanligen en sommarbostad/bagarstuga som står vinkelrätt mot mangårdsbyggnaden. En annan typisk byggnad är en stenladugård. Det är vanligare att spåntak och andra äldre detaljer är bevarade på ekonomibyggnaderna än på mangårdsbyggnaden.